# 率性生活之末日逆襲
由合潤傳媒與新浪網、樂視網共同出品的賀歲微電影《率性生活之末日逆襲》，導演是柯孟融，由楊祐寧、陳漢典、隋凱、黃嘉千、馬國賢主演，講述由「末日降臨」引發的一連串發生在臺北的無厘頭事件。

## 演員列表

### 主要演員
| 演員   | 角色 | 介紹 |
| 楊祐寧 | 小海 |      |
| 陳漢典 | 阿仁 |      |
| 隋凱   | 查克 |      |

### 其他演員
| 演員     | 角色         | 介紹 |
| 黃嘉千   | 佩貞         |      |
| 馬國賢   | 劉大龍       |      |
| 蕭惠     | 沈媽媽       |      |
| 饒星星   | 沈清         |      |
| 鄧晴文   | 淡淡         |      |
| 樂美有朋 | Thomas       |      |
| 鍾家芯   | 沈晴大姐     |      |
| 林嘉容   | 嬌嬌/頭暈妹  |      |
| 彭峻益   | 警察         |      |
| 宇宙     | 護士         |      |
| 蕭閔虔   | 4S經理       |      |
| 柳元森   | 黑衣外星老大 |      |
| 張博洋   | 黑衣外星人   |      |
| 鄭明臻   | 黑衣外星人   |      |
| 蘇志超   | 研究人員     |      |
| 劉怡君   | 記者         |      |
| 邱為方   | 酒吧服務生   |      |
| 陳舒文   | 酒吧服務生   |      |
| 劉威廷   | 小海粉絲     |      |
| 陳冠禎   | Showgirl     |      |
| 楊雅瑜   | Showgirl     |      |

## 各集列表
| 各話  | 標題                     |
| ----- | ------------------------ |
| 第1集 | 讓你在野外拉屎           |
| 第2集 | 誰是你爸爸               |
| 第3集 | 酒！是安定劑最後的解藥   |
| 第4集 | 我要打到她流鼻血         |
| 第5集 | 下一個日出就是地球的末日 |

## 電視劇歌曲
| 曲別   | 歌名 | 演唱者 | 作詞 | 作曲 |
| 主題曲 | 本色 | 八三夭 | 阿璞 | 阿璞 |

## 製作團隊
- 監製：陳正道
- 編　劇：任鵬、柯孟融、陳正道
- 導　演：柯孟融
- 製作公司：精漢堂、合潤
- 贊助單位：

## 外部連結
- 《率性生活》全集 （页面存档备份，存于） - 新浪网
- 率性生活之末日逆袭 全集 （页面存档备份，存于） 官網 _乐视网
- 花絮集  官網 _乐视网
- 劇照 via 楊祐寧 Facebook
- 微電影 - 《率性生活之末日逆襲》全集 （页面存档备份，存于） 18+  , Yahoo!奇摩名人娛樂
- 微電影計畫 - 夢 合润传媒 製作
- 微電影計畫 - 愛 合润传媒 製作